# L-03A
docomo STYLE series L-03A（ドコモスタイルシリーズ える ぜろさん えー）は、LGエレクトロニクスによって開発された、NTTドコモの第三世代携帯電話（FOMA）端末である。docomo STYLE seriesの端末。

## 概要
従来機種のL706ieに引き続き、4つのワンタッチキーを装備している。数字の1～3はらくらくホンと同じく、よくかける相手を3件登録でき、4つ目の「My」ワンタッチキーではよく使う機能を1件登録することができる。キーは大きく、ドーム形状にした「デカキー&ドームキー」を採用している。
「WORLD WING(3G+GSM)」に対応する為、海外でもそのまま使える上、「世界時計」、「デュアルクロック（現地時間と日本時間の同時表示）」、「単位換算ツール」、「自動ダイヤルアシスト（電話帳から選択するだけで日本への国際電話がスムーズにかけられる）」と海外で便利に使える機能を装備している。
また、最大3.6Mbpsの高速パケット通信「FOMAハイスピード」に対応する。
| 主な対応サービス                   | 主な対応サービス                                                    | 主な対応サービス                       | 主な対応サービス                                 |
| ---------------------------------- | ------------------------------------------------------------------- | -------------------------------------- | ------------------------------------------------ |
| タッチパネル                       | FOMAハイスピード3.6Mbps                                             | Bluetooth                              | DCMX／おサイフケータイ                           |
| iアプリオンライン／地図アプリ      | 直感ゲーム／メガiアプリ                                             | iウィジェット                          | マチキャラ／iコンシェル                          |
| ホームU／ポケットU                 | GPS／ケータイお探し                                                 | デコメール／デコメ絵文字／デコメアニメ | iチャネル                                        |
| 着もじ／プッシュトーク             | テレビ電話／キャラ電                                                | 電話帳お預かりサービス                 | フルブラウザ                                     |
| おまかせロック／バイオ認証         | 外部メモリーへiモードコンテンツ移行／ユーザーデータ一括バックアップ | トルカ                                 | iC通信／iCお引越しサービス                       |
| きせかえツール／ダイレクトメニュー | バーコードリーダ／名刺リーダ                                        | 2in1                                   | エリアメール／ソフトウェアーアップデート自動更新 |
| GSM／3Gローミング（WORLD WING）    | 着うたフル／うた・ホーダイ                                          | Music&Videoチャネル／ビデオクリップ    | デジタルオーディオプレーヤー                     |

1. ↑  500KBまでのiアプリ対応。
2. ↑  手動のみ対応。

### プリインストールiアプリ
- 脳オン
- SudokuPuzzle
- Halloween Fever
- GravityArrow
- Battle Reversi
- 超富豪
- 麻雀
- FOMA通信環境確認アプリ

## 歴史
- 2008年12月18日 - 技術基準適合証明（TELEC）通過。
- 2009年1月13日 - 電気通信端末機器審査協会（JATE）通過。
- 2009年3月11日 - L-03A・N-05Aの開発及び発売を発表。
- 2009年3月14日 - 販売開始。
- 2009年9月15日 - F-02A・L-03A・N-03A・P-03A・P-10Aと同時に、ライトピンクの新色を、2009年10月に発売予定と発表。
- 2015年11月30日 - ホームページ上で『修理受付可能（2015年11月まで）』となっていたが、この日をもって、L-03A の修理受付 と ドコモ ケータイあんしん点検 の受付を終了する。

## その他
ワンタッチキーから呼び出される電話番号またはメールアドレスは直接入力として扱われるため、ダイヤル発信制限またはメール送信制限を有効とした状態ではワンタッチキーからの発信はできない。
ドコモケータイdatalinkにより送受信メール、スケジュール、電話帳などのバックアップ／リストアが可能である。また、パソコンから画像ファイルを本体メモリに書き込むことも可能だが、電話機から画像ファイルを読み出すことはできない。